# Jozef Labuda
Jozef Labuda (n. 13 decembrie 1941, Bratislava, Republica Slovacă) este un voleibalist ce a reprezentat Cehoslovacia, medaliat olimpic. A participat la o ediție a Jocurilor Olimpice (1964) în care a câștigat o medalie de argint.

## Participări
Lista de mai jos prezintă principalele competiții la care a participat Jozef Labuda de-a lungul carierei.
- volleyball at the 1964 Summer Olympics[*][1]